# 上方文化
上方文化（かみがたぶんか）とは、江戸時代以降の上方（京・大坂を中心とする地域）で育まれた文化のこと。

## 概要
元禄時代（1688年から1704年）の上方では経済がめざましい発展を遂げた。きわめて裕福な町人層が新しい都市文化の担い手となり、上方文化が形成されていった。
江戸時代前期の時点で江戸はまだ開発途上であり、上方文化は先進的な優れた都市文化として盛んに江戸へ移入され、江戸の町人層にもてはやされた。上方文化の移入と江戸自体の成熟に伴い、江戸時代中期には江戸特有の文化が徐々に開花。江戸時代後期には江戸特有の化政文化が栄え､上方と並ぶ文化の発信地として栄えた。
陰翳に富み、優美なるを身上とし、衣・食・住・聖・性・真・善・美など、人生のあらゆる諸相の価値観に影響を与えた。その骨頂は「すい」とされ、江戸の「いき」と対比される（どちらも漢字表記は「粋」）。
ただ、興味深いのは、同じ上方でも京と大坂では住む者の気質におのずと違いが見られることである。「いろはかるた」を例にとれば、京の「い」の札は「一寸先は闇」、大坂は「一を聞いて十を知る」。また京の「ほ」の札が「仏の顔も三度」であるのに対し、大坂は「惚れたが因果」である。京は仏教都市でありながら（「仏の顔も三度」）幾度も戦乱の舞台となり権力者が目まぐるしく入れ替わってきた。その中を生き抜いてきた京の人々にとっては「一寸先は闇」は歴史上の実体験だった。これに対し大坂は「一を聞いて十を知る」才知走った商都であり、後述の近松門左衛門の作品にみられるように庶民の人情味や男女の哀感（「惚れたが因果」）に満ちていた。

### 郷土研究
上方(大阪)には、その当時、文化に関する刊行物がなく、上方の美術・風俗・民族・演芸・行事・里謡などの多彩な文化を記録に留置き後世に残すため、南木芳太郎は昭和6年から19年までの13年間に渡り、月刊郷土史「上方」を刊行した。

## 上方の生活と文化

### 芸能娯楽
- 物見遊山（お花見、お月見、紅葉狩り、お雪見など）
- 上方近郊 - 心斎橋、伏見稲荷、お初天神
- 上方歌舞伎（関西歌舞伎） - 坂田藤十郎、佐野川市松
- 上方落語 -三十石
- 文楽 - 人形浄瑠璃
- 能 -
- 狂言 -
- 上方浮世絵 - 浮世絵
- 浮世草子 -
- 上方舞 -
- 上方歌
- 地歌
- いろはかるた
- 百人一首かるた
- 上方講談

### 服装
江戸時代前期の上方は地質の立派な着物を好み、染めや鹿子絞りも上方が早かったという。元禄期には華やかな友禅染めがもてはやされ、衣服の贅沢は上方にとどめをさすといわれる位に豪華になった。着物の隆盛は大坂町人の財力と美意識がささえていた。
- 着物
- 振袖
- 京友禅
- 西陣織
- 浴衣
- 髙島屋
- 大丸
- 小大丸

### 食事
- 料亭文化
- 清酒
- 和菓子
- そうめん
- 羊羹
- 蒲鉾
- 醤油
- 葛
- 箱寿司
- 巻寿司
- うどん
- コンブ

### 諺・故事成語
- 石の上にも三年
- 笑う門には福きたる
- 瓢箪から駒
- 来年のことを言うと鬼が笑う

### 文学
元禄時代を中心として大坂と京都で行われた町人文学を上方文学という。近世社会の仕組みが徐々にその姿をあらわすなかで、都市の多様な生活を描き、生命力にあふれた人間の心情と機微を捉えようとした。そのなかで大きな足跡を残したのが、浮世草子の井原西鶴、浄瑠璃の近松門左衛門、俳諧の松尾芭蕉の3人である。
- 近松門左衛門『曾根崎心中』『冥土の飛脚』
- 井原西鶴『世間胸算用』『好色一代男』『日本永代蔵』
- 上田秋成『雨月物語』
- 松尾芭蕉『奥の細道』

## 上方文化を題材にした作品
- 司馬遼太郎『花咲ける上方武士道』中央公論社
- 福井栄一『上方学　知ってはりますか、上方の歴史とパワー』2003年、PHP研究所、ISBN 978-4569578842